# Кеньон (город, Миннесота)
Кеньон (англ. Kenyon) — город в округе Гудхью, штат Миннесота, США. На площади 5,8 км² (5,8 км² — суша, водоёмов нет), согласно переписи 2002 года, проживают 1661 человек. Плотность населения составляет 284,4 чел./км².
- Телефонный код города — 507
- Почтовый индекс — 55946
- FIPS-код города — 27-32840[1]
- GNIS-идентификатор — 0646112[2]